# Йон Антонеску
Йон Антонеску (на румънски: Ion Antonescu) е виден политик и маршал на Румъния.
Кариерен военен офицер, участва в Първата световна война. Генералски звания: дивизионен (1937), корпусен (1940), армейски генерал (1941), маршал (1941). Военен аташе в Париж (1922 – 1926) и Лондон (1926). Началник на Генералния щаб (1933 – 1934). Министър на отбраната (1937 – 1938, 1940 – 1941).
Оглавява от 4 септември 1940 до 23 август 1944 година авторитарно правителство, провеждало политика на сътрудничество с Германия. Министър на външните работи (1941 – 1943). Обявен е за кондукътор (conducătorul – водач, вожд) на страната, подобно на други държавници в нацистките, крайнонационалистическите и фашистките страни (като фюрер, дуче, каудильо).
След окупацията на страната от съветските войски през 1944 г. е осъден на смърт и екзекутиран.